# Amtsgericht Aue-Bad Schlema

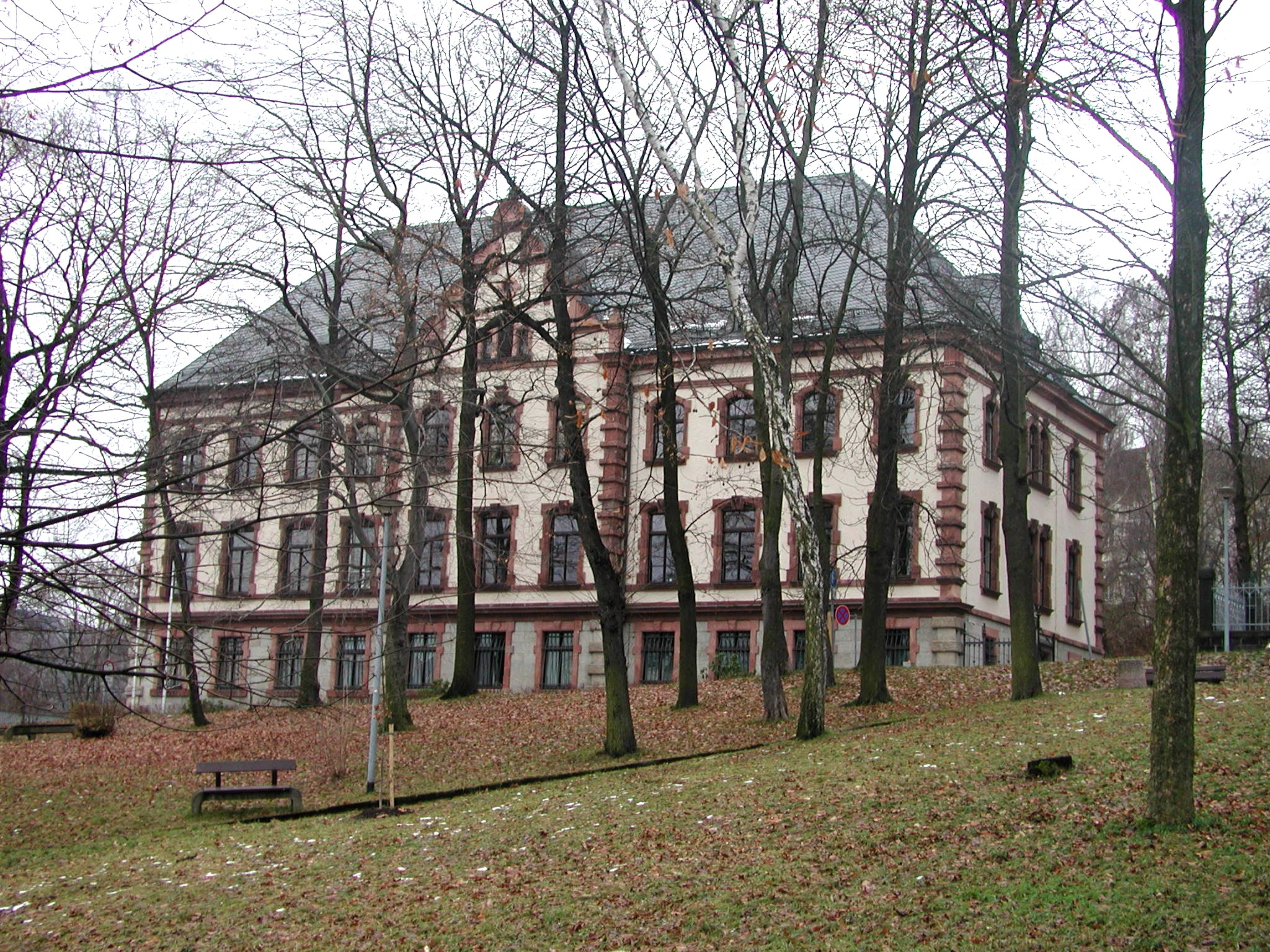
Amtsgericht Aue-Bad Schlema, Hauptgebäude (2007)

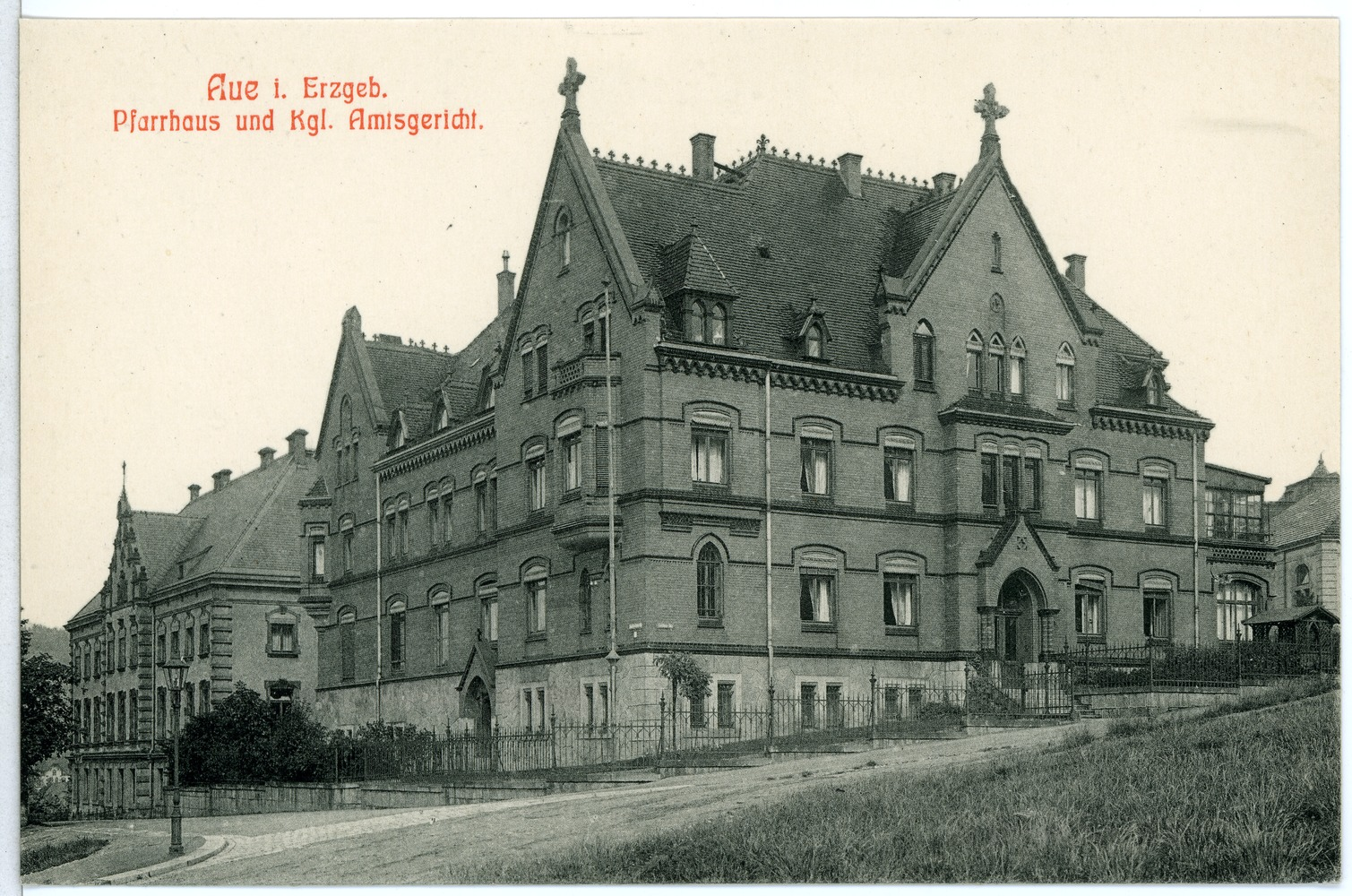
Pfarrhaus und Königliches Amtsgericht (1909)

Das Amtsgericht Aue-Bad Schlema, bis 31. Mai 2019 Amtsgericht Aue, ist eine Einrichtung der ordentlichen Gerichtsbarkeit und eines von insgesamt 25 Amtsgerichten im Freistaat Sachsen. Das Gericht in der Großen Kreisstadt Aue-Bad Schlema an der Gerichtsstraße Ecke Schwarzenberger Straße besteht aus drei Gebäuden aus dem Anfang des 20. Jahrhunderts, die alle unter Denkmalschutz stehen.

## Gerichtssitz und -bezirk
Der Gerichtsbezirk des Amtsgerichtes Aue-Bad Schlema umfasst das Gebiet des ehemaligen Landkreises Aue-Schwarzenberg (§ 1 Abs. 4, Anlage Nr. 1 Sächsisches Justizgesetz). Das Gericht ist im Gebäude Gerichtsstraße 1 untergebracht. In Stollberg befindet sich eine Zweigstelle des Amtsgerichtes Aue-Bad-Schlema.

## Übergeordnete Gerichte
Dem Amtsgericht Aue-Bad Schlema ist das Landgericht Chemnitz seit dem 1. August 2008 unmittelbar übergeordnet. Zuständiges Oberlandesgericht ist das Oberlandesgericht Dresden.

## Geschichte
In Aue wurde zum 1. November 1901 das Amtsgericht Aue eingerichtet und dem Bezirk des Landgerichtes Zwickau zugeordnet. Mit der Verordnung zur Änderung von Gerichtsbezirken im Lande Sachsen vom 5. Mai 1951 wurden die Gerichtsbezirke in der DDR an die Landkreise angepasst. Der Sprengel des Amtsgerichtes Aue war damit der Kreis Aue. Mit der Verwaltungsreform von 1952 wurde das Amtsgericht Aue aufgehoben und das Kreisgericht Aue an seiner Stelle neu geschaffen. Gerichtssprengel war weiter der Kreis Aue. Aufgrund des Sächsischen Gerichtsorganisationsgesetz wurde das Amtsgericht Aue 1992 wieder eingerichtet, nun aber dem Landgericht Chemnitz zugeordnet. Mit dem Zusammenschluss von Aue und Bad Schlema zu Aue-Bad Schlema am 1. Januar 2019 trägt das Gericht den Namen Amtsgericht Aue-Bad Schlema.

## Gerichtsgebäude

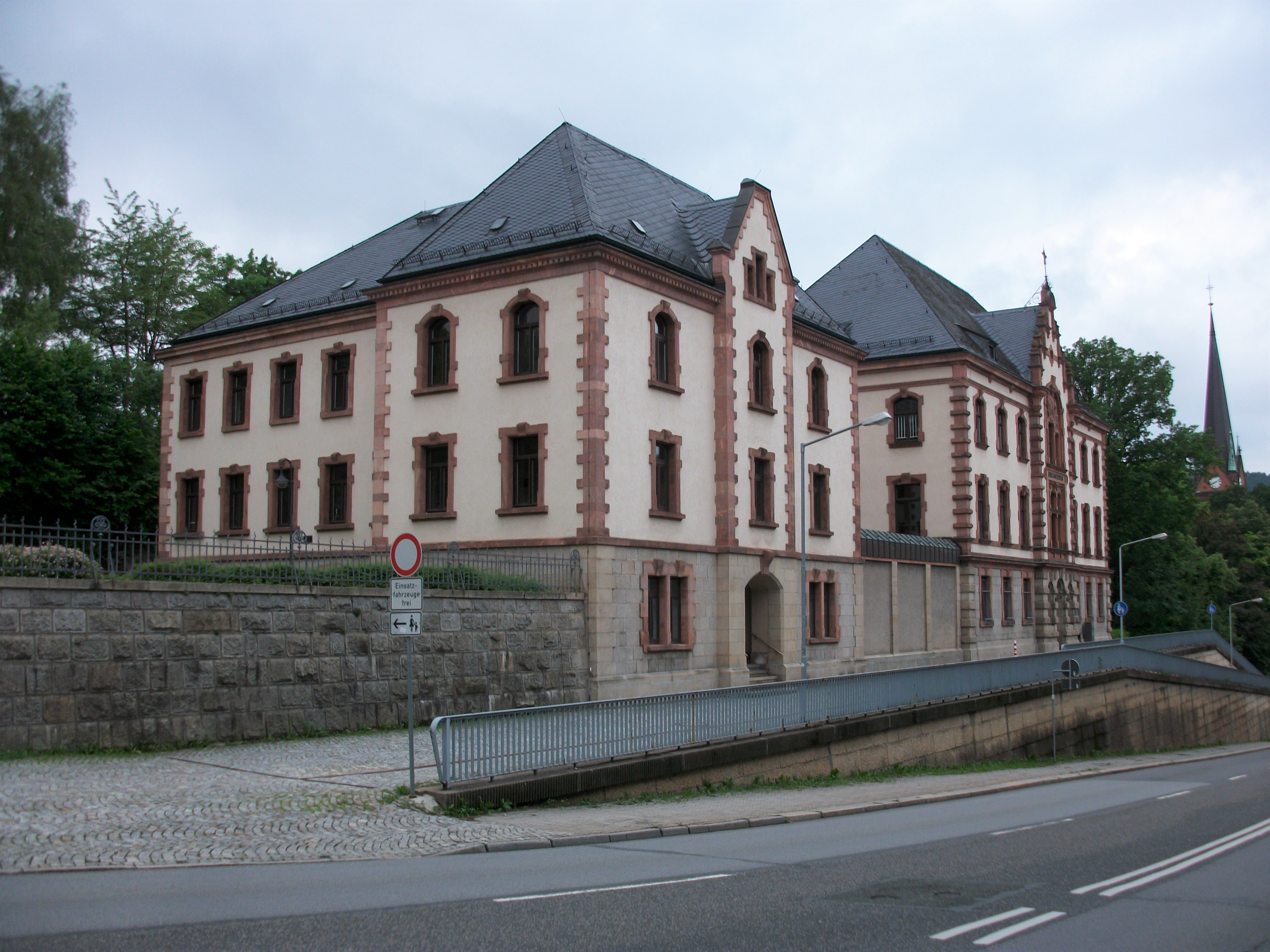
Amtsgericht Aue-Bad Schlema, Haus A (rechts) und Haus B (links)

Die Auer Einwohner, in der zweiten Hälfte des 19. Jahrhunderts noch unter 3000 Personen umfassend, mussten zur Klärung ihrer Rechtsangelegenheiten in das benachbarte Schneeberg zum Gerichtsamt gehen, dem späteren Königlichen Amtsgericht. Die in dieser Zeit folgende Industrialisierung führte jedoch sehr schnell zu einem explosionsartigen Anwachsen der Bevölkerungszahl, so dass der Ort ein eigenes Gebäude benötigte. Im Jahr 1896 erteilte das sächsische Justizministerium die Zustimmung zum Bau eines Gerichtsgebäudes und wählte unter mehreren möglichen Baugrundstücken einen Platz hinter dem alten Auer Friedhof, am Hang eines Berges aus, der bei den Einwohnern später „Berg der 3 Gerechtigkeiten“ hieß: die irdische Gerechtigkeit mit dem Amtsgericht, die überirdische Gerechtigkeit mit dem benachbarten Pfarramt der St. Nikolaigemeinde und „die schreiende Ungerechtigkeit“ als Synonym für das Finanzamt. Der Bau erfolgte nach Vorarbeiten des Finanz- und Baurats Kemlein, begann 1899 und wurde am 1. November 1901 eingeweiht. Er beherbergte Büros und Verhandlungsräume sowie die Geschäftsräume und das Auktionslokal des Gerichtsvollziehers. Im Obergeschoss war die Dienstwohnung für den Gerichtsvorstand eingerichtet. In Nachbarschaft zum eigentlichen Amtsgericht entstand zur gleichen Zeit ein Nebengebäude mit Gefängnis und Gefangenenhof. In den Jahren 1964–1991 diente das ehemalige Gefängnis als Schulhort der benachbarten Schulen.

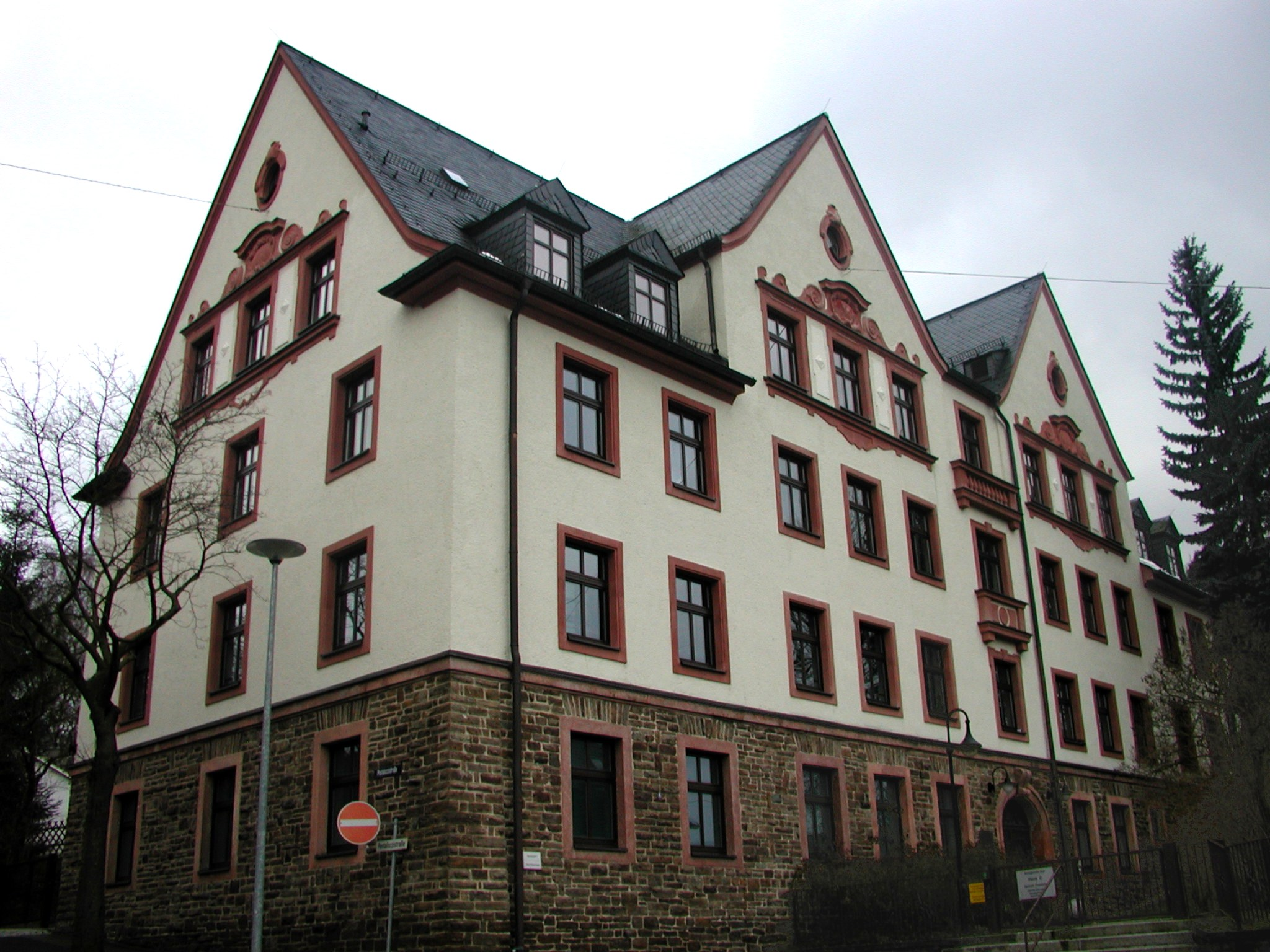
Ehemaliges Finanzamt, seit dem 21. Jh. Haus C des Amtsgerichtes

Nach dem Zusammenbruch der DDR bekam das nun nach westdeutschem Recht arbeitende Auer Gericht so viel Arbeit, dass die bisherigen Räume nicht mehr ausreichten. Das frühere Gefängnis wurde umgebaut zur Aufnahme weiterer Büroräume und eines Sitzungssaals (Haus B). Dem Amtsgericht wurde darüber hinaus das ehemalige Finanzamt hinzugefügt, das für diesen Zweck einige Jahre um- und ausgebaut worden war (Haus C). Alle Gebäude sind in ihrem ursprünglichen Aussehen restauriert und somit als Baudenkmale erhalten geblieben.

## Das Amtsgericht als Institution
Erster Direktor des Auer Amtsgerichtes wurde Max Bernhard Richter. Ihm zur Seite standen 14 fest Angestellte vom Amtsgerichtsrat über Rendanten, Inspektoren bis zu einem Wachtmeister. Zugleich wurden Ortsgerichte eingerichtet, die mit Ehrenamtlichen besetzt waren und die Ortsteile Aue (Zentrum), Niederpfannenstiel mit Gutsbezirk Klösterlein, Auerhammer sowie Bockau mit Conradswiese umfassten. Es gab einen Friedensrichter, sogar einen Gerichtsassistenzarzt und zahlreiche Sachverständige, die „mit dem Gericht in Pflicht standen“.
Im Jahr 1930 finden sich im Auer Adressbuch als Amtsgerichtsdirektor Max Richter, Alfred Bellmann und Erich Simon als Amtsgerichtsräte, Paul Klotz als Gerichtsdiener und Johannes Mühlbach als Justiz-Wachtmeister, darüber hinaus eine Wirtschafterin und ein Hausmädchen, die fast alle (bis auf die Amtsgerichtsräte) ihre Wohnung im Gerichtsgebäude (Amtsgerichtsstraße 1 und 3) hatten.